# 하쿠타카
하쿠타카(일본어: はくたか)는 호쿠리쿠 신칸센의 열차 등급으로서 서일본 여객철도와 동일본 여객철도가 공동으로 운행하는 열차이다. 원래 2015년 3월 14일 호쿠리쿠 신칸센 개통 이전에는 서일본 여객철도, 호쿠에쓰 급행, 동일본 여객철도가 공동으로 운영하는 특급 열차의 명칭이었으나, 2015년 3월 13일에 마지막으로 폐지되었다. 열차 등급을 표시하는 고유색은 보라색이다.

## 개요
1997년 3월 22일에 호쿠에쓰 급행 호쿠호쿠 선이 개통함과 동시에, 에치고유자와에서 조에쓰 신칸센과의 환승을 통해 도쿄와 호쿠리쿠 지방을 연결시키는 열차로 운행을 개시했다. 호쿠호쿠 선 구간 안에서는 최고시속 160km로 운행하는데, 이는 일본 내 협궤 노선에서는 최고 속도이며, 표준궤 상에서 최고시속 160km로 운행되는 게이세이 전철의 《스카이라이너》와 함께 일본 내 재래선에서 최고영업속도이다. 열차명의 유래는 다테 산 창조 신화에 등장하는 하얀 매인 "하쿠타카"(일본어: 白鷹)이다.
다만 "하쿠타카"라는 열차명은 1965년 10월에 아오모리, 우에노 ~ 나오에쓰 ~ 가나자와 ~ 오사카 구간을 운행하던 장거리 특급 하쿠초의 우에노발 계통을 분할한 특급 열차에 이미 사용하고 있었던 것이었으나, 1982년 11월 조에쓰 신칸센이 개통하면서 우에노 ~ 나가오카 구간이 단축되고 나머지 구간은 특급 《호쿠에쓰》로 통폐합되어, 1997년까지 쓰이지 않고 있었다.
2015년 3월 14일 호쿠리쿠 신칸센이 개통되면서 기존 재래선 특급의 하쿠타카 열차는 2015년 3월 13일 영업을 마치면서 폐지되었으며, 대신 하쿠타카란 명칭은 그대로 남아 호쿠리쿠 신칸센의 열차 등급 중 하나로 사용 중이다.

## 운행 현황
| 운행 노선         | 열차 번호                   | 운행 구간           | 차량      | 비고                  |
| ----------------- | --------------------------- | ------------------- | --------- | --------------------- |
| 도호쿠 & 호쿠리쿠 | 551호 ~ 559호 570호 ~ 578호 | 도쿄 ~ 가나자와     | E7계 W7계 |                       |
| 도호쿠 & 호쿠리쿠 | 560호 ~ 569호               | 도쿄 ~ 쓰루가       | E7계 W7계 |                       |
| 도호쿠 & 호쿠리쿠 | 590호 ~ 591호               | 나가노 ~ 가나자와   | E7계 W7계 |                       |
| 도호쿠 & 호쿠리쿠 | 596호                       | 나가노 ~ 조에쓰묘코 | E7계 W7계 | 주말 및 공휴일 미운행 |

## 정차역
기본적으로 호쿠리쿠 신칸센의 하쿠타카는 도쿄에서 발착하여, 일부 정차하는 유형부터 모든 역에 정차하는 완행까지 다양하다.
| 하행 2회 상행 2회              | ● | ● | ● | ↔ | ↔ | ● | ↔ | ↔ | ↔ | ↔ | ● | ↔ | ● | ● | ● | ● | ● | ● | ● | ● | ● | ● | ● | ● |                                    |
| 하행 2회 상행 2회              | ● | ● | ● | ↔ | ↔ | ● | ↔ | ↔ | ↔ | ↔ | ● | ● | ● | ● | ● | ● | ● | ● | ● | ● | ● | ● | ● | ● |                                    |
| 하행 1회 상행 1회              | ● | ● | ● | ↔ | ↔ | ● | ↔ | ● | ■ | ■ | ● | ● | ● | ● | ● | ● | ● | ● | ● | ● | ● | ● | ● | ● | 하행 1회 사쿠다이라, 우에다 무정차 |
| 하행 2회 상행 1회              | ● | ● | ● | ↔ | ↔ | ■ | ● | ■ | ● | ● | ■ | ● | ● | ● | ● | ● | ● | ● |   |   |   |   |   |   |                                    |
| 하행 1회 상행 1회              | ● | ● | ● | ↔ | ● | ● | ● | ● | ● | ● | ● | ● | ● | ● | ● | ● | ● | ● |   |   |   |   |   |   |                                    |
| 하행 6회 상행 7회              | ● | ● | ● | ● | ● | ● | ● | ● | ● | ● | ● | ● | ● | ● | ● | ● | ● | ● |   |   |   |   |   |   | 완행 운행                          |
| 하행 1회 상행 1회              |   |   |   |   |   |   |   |   |   |   | ● | ● | ● | ● | ● | ● | ● | ● |   |   |   |   |   |   | 하루 2회 왕복 운행                 |
| 상행 1회                       |   |   |   |   |   |   |   |   |   |   | ● | ● | ● |   |   |   |   |   |   |   |   |   |   |   | 하루 1회 왕복 운행                 |
| ●＝정차；■＝일부 정차；↔＝통과 |   |   |   |   |   |   |   |   |   |   |   |   |   |   |   |   |   |   |   |   |   |   |   |   |                                    |

## 역사
2013년 10월 10일 동일본 여객철도와 서일본 여객철도는 호쿠리쿠 신칸센 2단계 구간인 나가노 ~ 가나자와 구간 개통 이후 열차명을 발표와 동시에 현재의 명칭이 되었다. 2015년 3월 14일에 호쿠리쿠 신칸센 나가노 ~ 가나자와 구간이 개통과 동시에 운행하기 시작했다. 2016년 다이야 개정으로 출퇴근 시간대만 사쿠다이라, 우에다, 이야마에 정차하게 되었다.

## 운행 열차

### 현재 운행하는 열차
- E7계·W7계

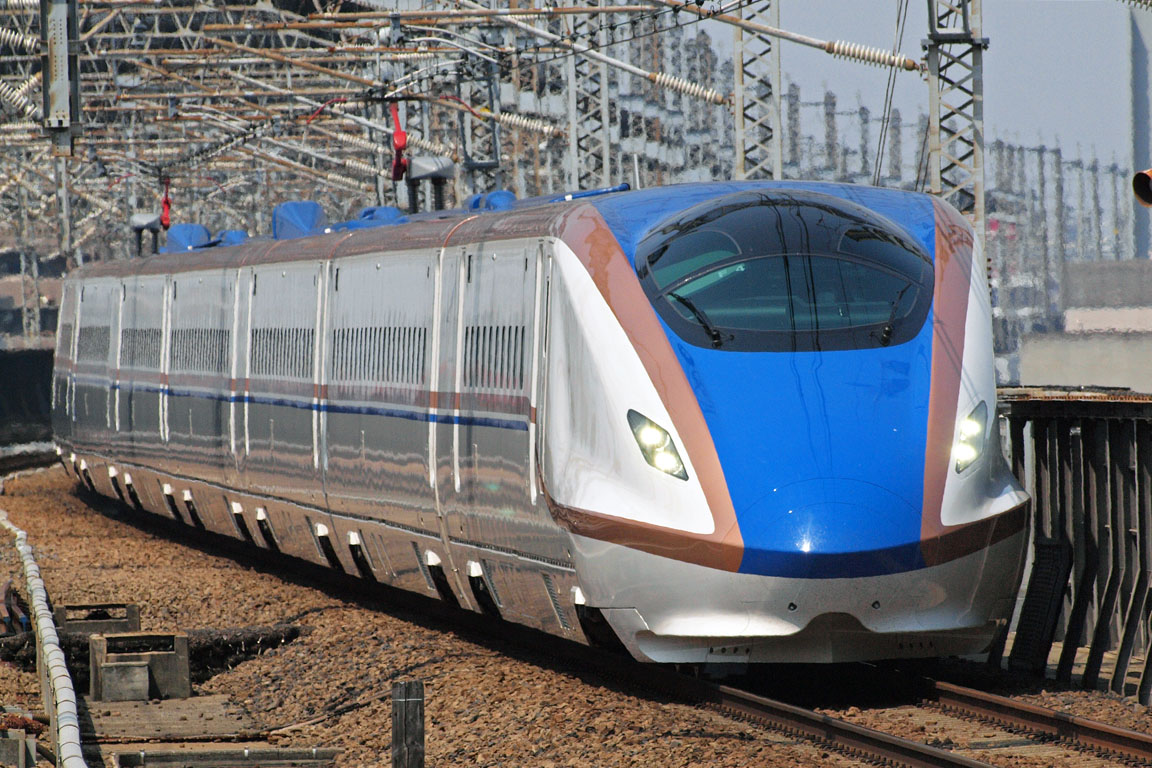
신칸센 E7계

## 객차 구성

### E7계·W7계
| 호차 | 1      | 2      | 3           | 4      | 5      | 6      | 7                       | 8      | 9      | 10     | 11                 | 12         |
| ---- | ------ | ------ | ----------- | ------ | ------ | ------ | ----------------------- | ------ | ------ | ------ | ------------------ | ---------- |
| 좌석 | 자유석 | 자유석 | 자유석      | 자유석 | 지정석 | 지정석 | 지정석                  | 지정석 | 지정석 | 지정석 | 그린차             | 그랜클래스 |
| 시설 | 화장실 |        | 화장실 전화 |        | 화장실 |        | 화장실 전화 장애인 시설 |        | 화장실 |        | 화장실 장애인 시설 | 화장실     |

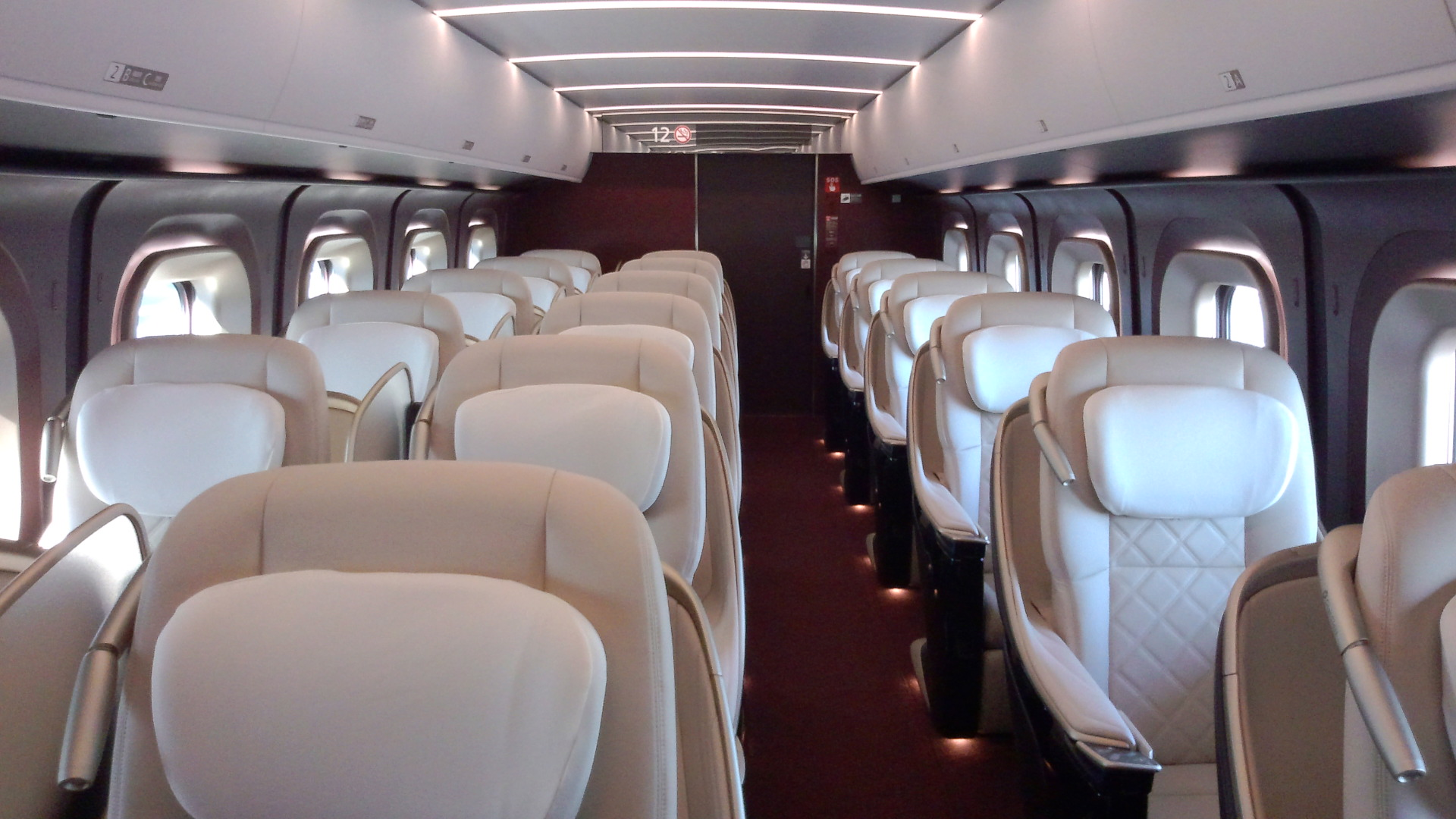
12호차 그랜클래스
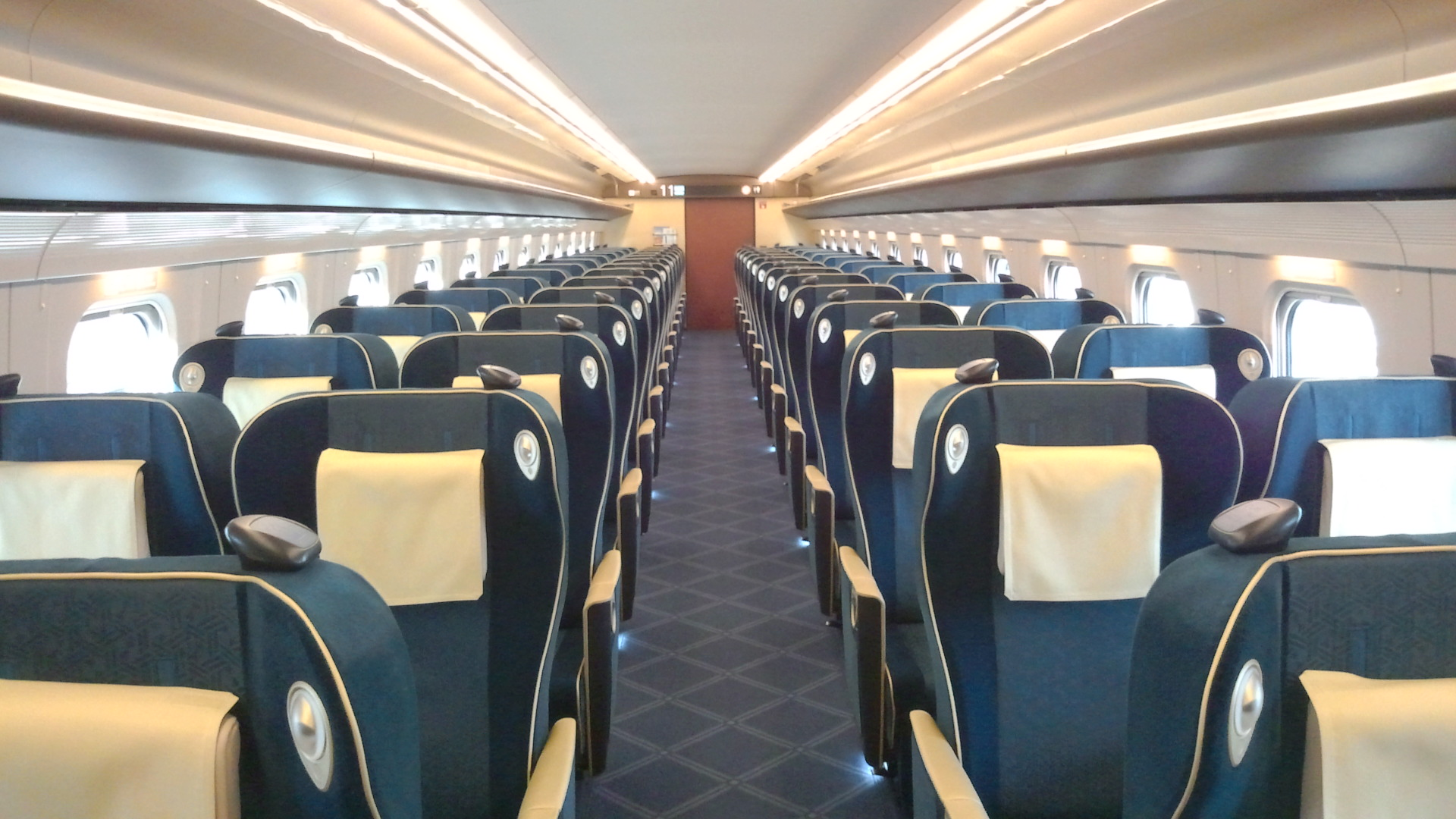
11호차 그린차
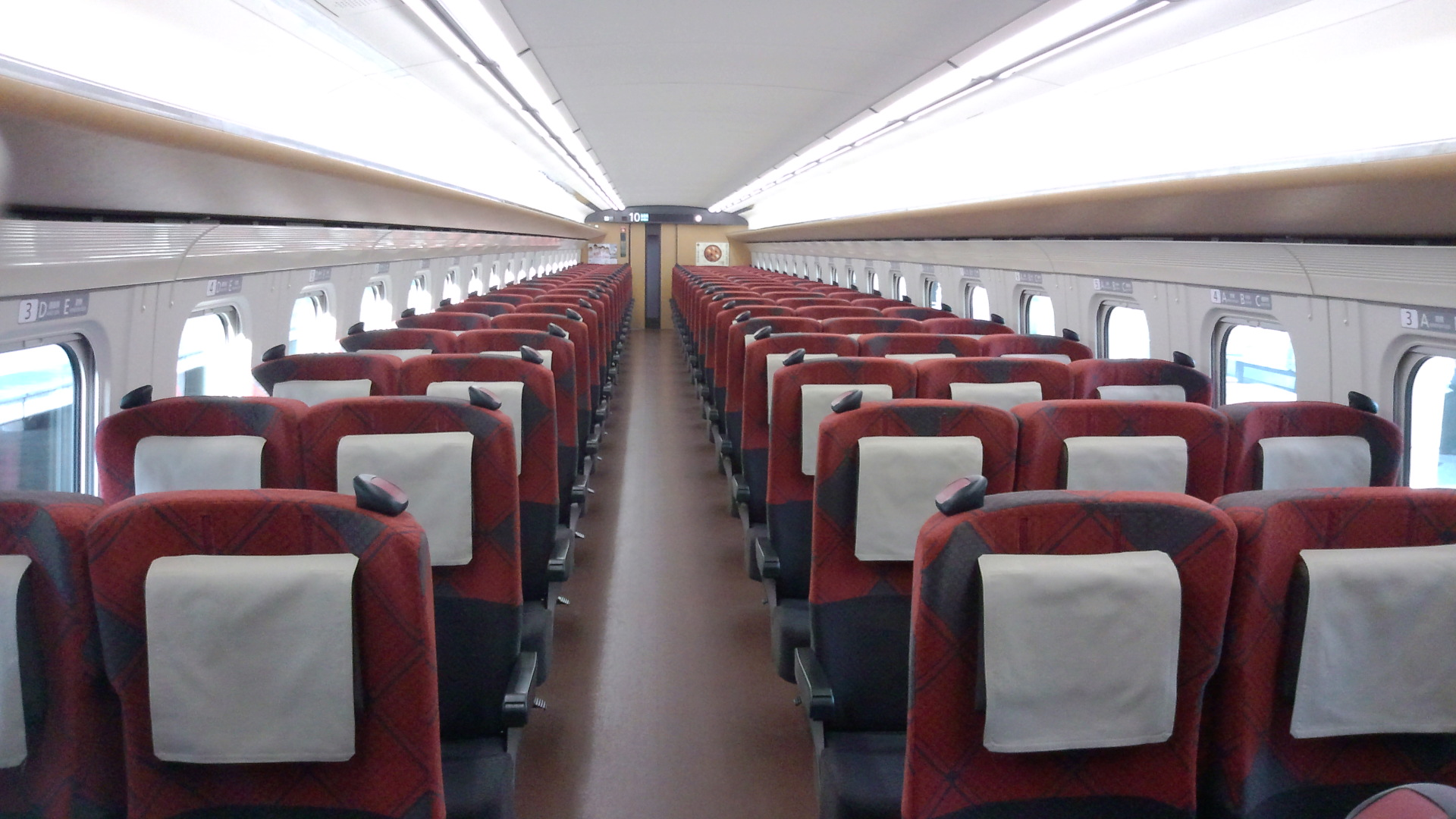
10호차 좌석

## 재래선 특급 하쿠타카
2012년 3월 17일 당시 운행 상황은 아래와 같았다. 기존 재래선 하쿠타카 특급 열차의 노선으로는 후쿠이 역·가나자와 역·와쿠라온센 역에서 에치고유자와 역 사이를, 나나오 선·호쿠리쿠 본선·신에쓰 본선·호쿠에쓰 급행 호쿠호쿠 선·조에쓰선을 경유하여 운행하였다.
정기열차로는 하루에 왕복 13편이 있었다. 5호와 24호는 후쿠이 역 ~ 에치고유자와 역 사이를, 6호와 21호는 와쿠라온센역 ~ 에치고유자와 역 사이를 운행하며, 나머지는 가나자와 역 ~ 에치고유자와 역 사이를 운행하였다.
조에쓰 신칸센과의 환승 연계를 통해, 도쿄에서 나오에쓰까지는 최단 2시간 20분대, 이토이가와까지는 2시간 50분대, 도야마까지는 3시간 10분대, 가나자와까지는 3시간 40분~50분 정도로 이동 시간이 단축되었다. 주행 구간의 대부분이 고속 운행이 가능한 호쿠에쓰 급행 호쿠호쿠 선 (최고영업속도 160km/h), 호쿠리쿠 본선 (최고영업속도 130km/h)이기 때문에 표정속도가 100km/h를 웃돌았다. 여기에, 호쿠호쿠 선에서는 고속 운행이 가능하도록 "고속진행" 신호가 들어간 별도의 신호기를 사용하고 있으며, 분기기나 궤조 또한 신칸센과 같은 사양으로 지어져 있다.
운행 초기에는 시속 140km가 최고 속도였으나, 2002년에 시속 160km로 상향 운행하기 시작했었다. 호쿠에쓰 급행 철도 측은 자사의 웹사이트를 통해 이 이상의 속도 상향에 대하여 기술적 어려움을 이유로 난색을 표명하고 있다.
2015년 3월 14일 호쿠리쿠 신칸센 개통으로 기존의 호쿠리쿠 본선 구간이 제3섹터화되면서 기존 재래선 특급열차인 하쿠타카 노선은 2015년 3월 13일 마지막 운행을 끝으로 폐지되었다.

### 정차역
괄호 안은 시간표에 따라 일부 열차만 정차하는 역이었다.
후쿠이 역·가나자와 역 시종착 열차
- 후쿠이 역 - 아와라온센역 - 가가온센역 - 고마쓰역 - 가나자와 역 - (이스루기역) - 다카오카역 - 도야마역 - (나메리카와역) - (우오즈역) - (구로베역) - (뉴젠역) - (이토이가와역) - 나오에쓰역 - (도카마치역) - (무이카마치역) - 에치고유자와 역

와쿠라온센 역 시종착 열차
- 와쿠라온센 역 - 나나오역 - 하쿠이역 - 가나자와 역[13][14] - (이후로 후쿠이 역·가나자와 역 시종착 열차와 정차역이 동일하였다.)

사고 등으로 호쿠호쿠 선 및 조에쓰선의 운행이 통제될 시, 신에쓰 본선을 경유하여 나가오카역까지만 운행하였고, 이 경우 나오에쓰 역에서 나가오카 역까지는 도중에 정차역 없이 운행하였다.

### 사용 차량
- 서일본 여객철도 681계 전동차 2000번대
- 서일본 여객철도 683계 전동차 8000번대

## 참고 문헌
- 데라모토 아키테루, 《국철·JR 열차명 대사전》, 주오쇼인, 2001년. ISBN 4-88732-093-0.
- 이마오 게이스케, 하라 다케시, 《日本鉄道旅行歴史地図帳 -全線・全駅・全優等列車- 6号・北信越》, 신초샤, 2010년. ISBN 978-4-10-790040-1.